# Herpestes
Herpestes là một chi động vật có vú trong họ Cầy mangut, bộ Ăn thịt. Chi này được Illiger miêu tả năm 1811. Loài điển hình của chi này là Viverra ichneumon.

## Hình ảnh

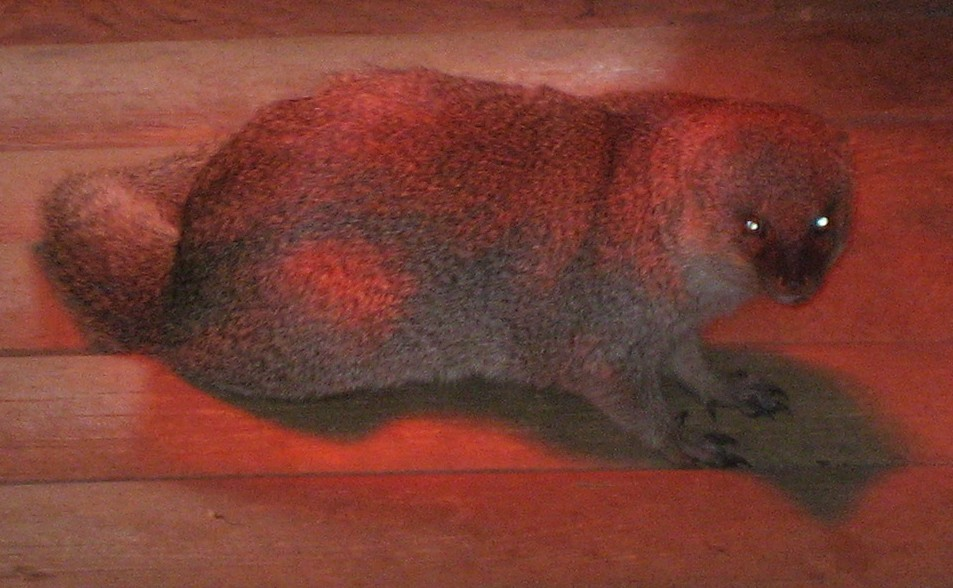
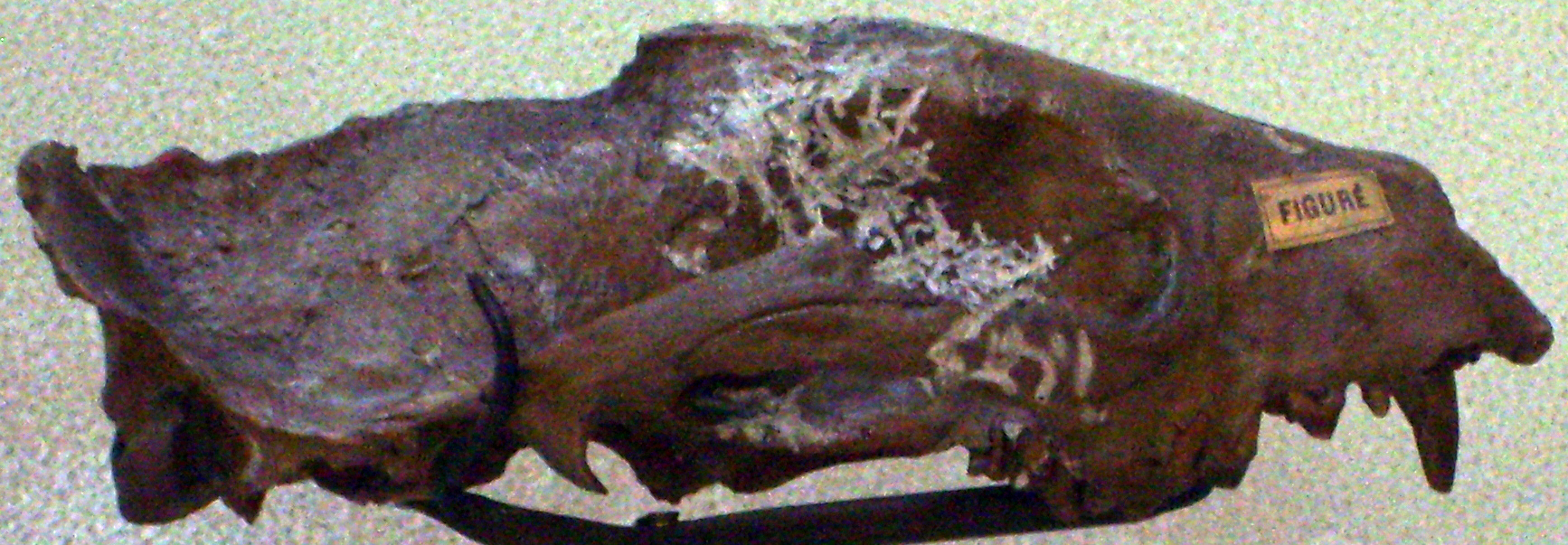
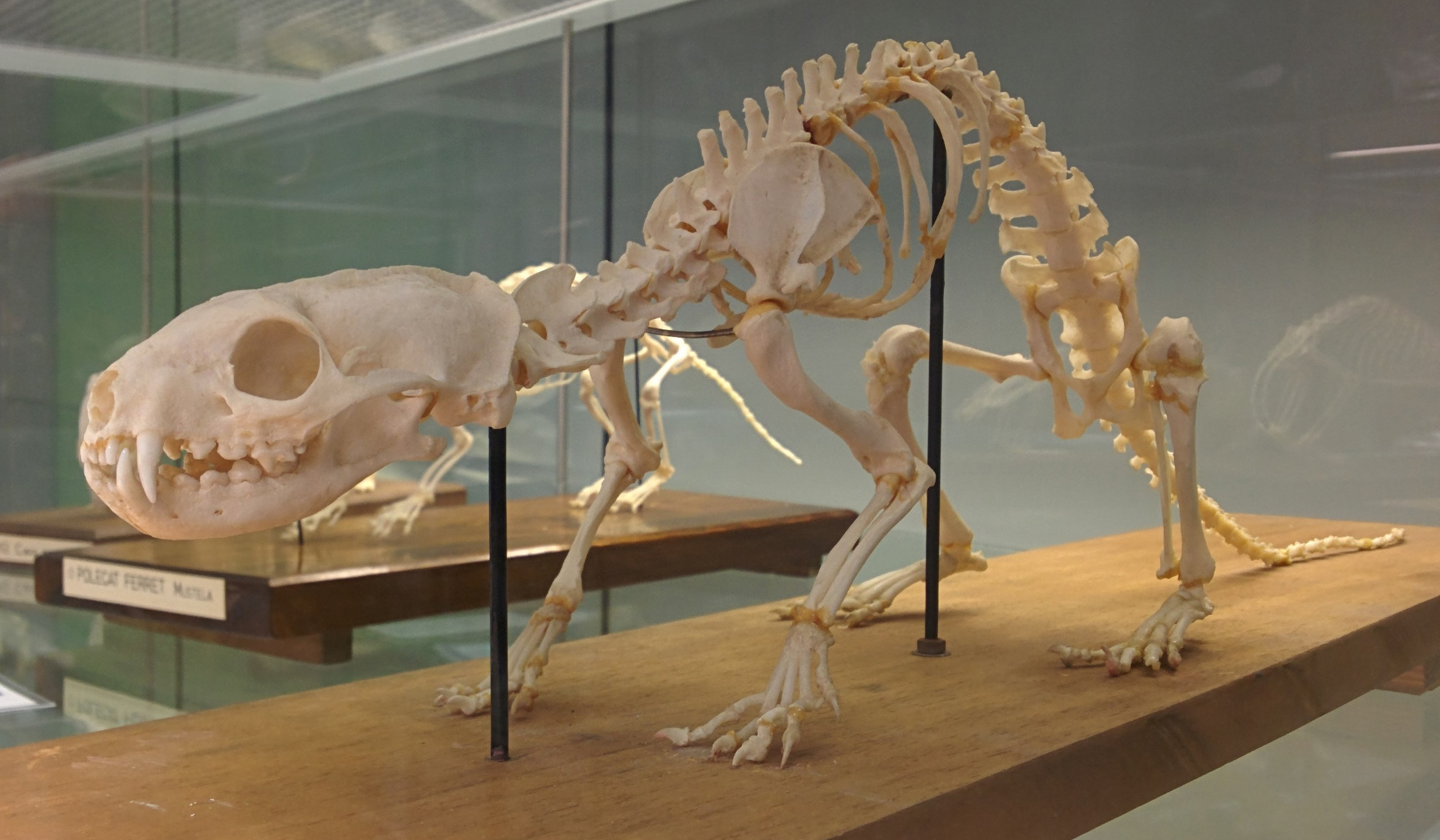
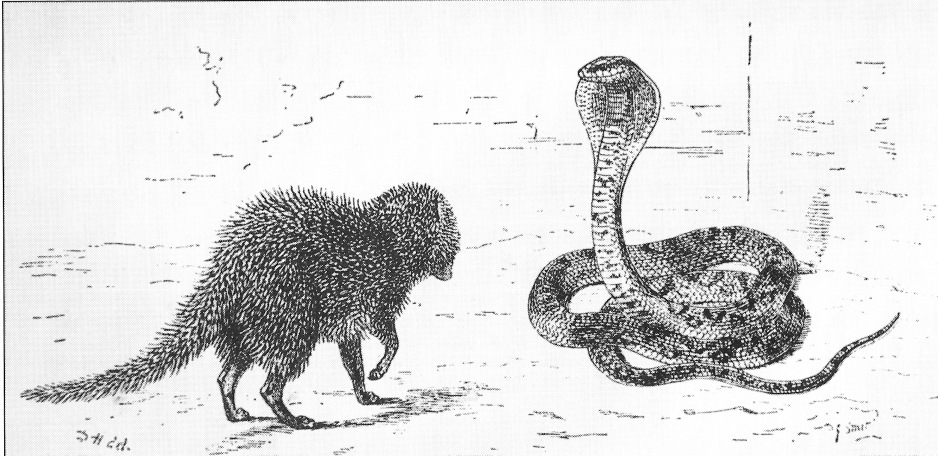

## Các loài
Chi này gồm các loài:
- Herpestes brachyurus
- Herpestes edwardsi
- Herpestes fuscus
- Herpestes ichneumon
- Herpestes javanicus
- Herpestes naso
- Herpestes semitorquatus
- Herpestes smithii
- Herpestes vitticollis